# دوري أبطال أوروبا للسيدات 2014–15
دوري أبطال أوروبا للسيدات 2014–15 هو النسخة الخامسة عشر من كأس الاتحاد الأوروبي للسيدات المنظمة من طرف اليويفا، والنسخة السادسة منذ أن تمت تسميته بدوري أبطال أوروبا للسيدات.
أقيم النهائي يوم 14 مايو 2015 على ملعب فريدريتش-لودويغ-جان-سبورتبارك في برلين عاصمة ألمانيا. أقيم نهائي السيدات على عكس العادة قبل نهائي الرجال بحوالي شهر، وذلك بسبب اقتراب كأس العالم 2015.
تغلب إف إف سي فرانكفورت على نظيره باريس سان جيرمان في النهائي ليتوجه بلقبه الرابع.

## المواعيد
برمجت يويفا المنافسة كالآتي.
| الدور          | المرحلة        | الذهاب                                                      | الإياب                                                      |
| -------------- | -------------- | ----------------------------------------------------------- | ----------------------------------------------------------- |
| الدور التأهيلي | 26 يونيو 2014  | 9–14 أغسطس 2014                                             | 9–14 أغسطس 2014                                             |
| دور ال32       | 22 أغسطس 2014  | 8–9 أكتوبر 2014                                             | 15–16 أكتوبر 2014                                           |
| دور ال16       | 22 أغسطس 2014  | 8–9 نوفمبر 2014                                             | 12–13 نوفمبر 2014                                           |
| ربع النهائي    | 19 نوفمبر 2014 | 21–22 مارس 2015                                             | 28–29 مارس 2015                                             |
| نصف النهائي    | 19 نوفمبر 2014 | 18–19 أبريل 2015                                            | 25–26 أبريل 2015                                            |
| النهائي        | 19 نوفمبر 2014 | 14 مايو 2015 على ملعب فريفدريتش-لودويغ-جان-سبورتبارك، برلين | 14 مايو 2015 على ملعب فريفدريتش-لودويغ-جان-سبورتبارك، برلين |